# 55è Festival Internacional de Cinema de Canes
El 55è Festival Internacional de Cinema de Canes es va dur a terme del 15 al 26 de maig de 2002. La Palma d'Or fou atorgada a la coproducció franco-britànico-germànico-polonesa The Pianist dirigida per Roman Polanski.
El festival va obrir amb Hollywood Ending, dirigida per Woody Allen i va tancar amb And Now... Ladies and Gentlemen, dirigida per Claude Lelouch. Virginie Ledoyen va ser la mestressa de cerimònies.
El director Woody Allen es va presentar també amb la Palma d'Or honorària inaugural donada a un director que havia aconseguit un treball notable, però que mai no va guanyar una palma d'or competitiva.

## Jurat

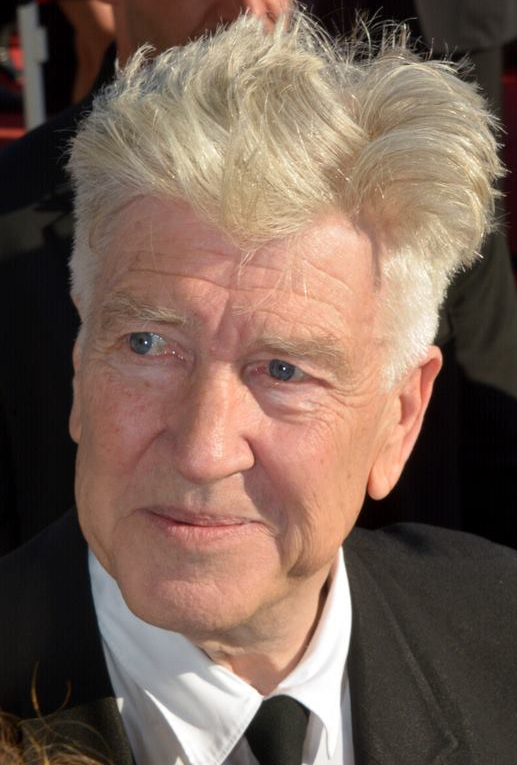
David Lynch, president del jurat

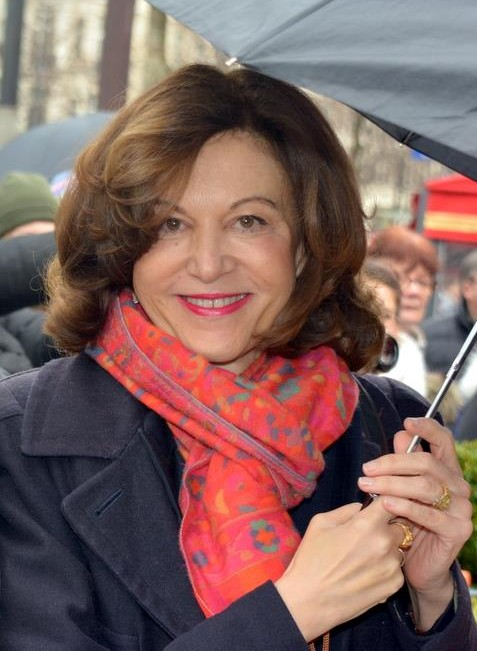
Anne Fontaine, president del jurat Un Certain Regard

### Competició principal
Les següents persones foren nomenades per formar part del jurat de la competició principal en l'edició de 2002:
- David Lynch, President
- Sharon Stone
- Michelle Yeoh
- Christine Hakim
- Régis Wargnier
- Bille August
- Raúl Ruiz
- Claude Miller
- Walter Salles

### Un Certain Regard
Les següents persones foren nomenades per formar part del jurat de la secció Un Certain Regard de 2002:
- Anne Fontaine (directora) President
- David Tran (crític)
- Fabienne Bradfer (crític)
- Fabrice Pliskin (crític)
- Jean-Sébastien Chauvin (crític)
- Louis Guichard (crític)
- Pierre Vavasseur (crític)

### Cinéfondation i curtmetratges
Les següents persones foren nomenades per formar part del jurat de la secció Cinéfondation i de la competició de curtmetratges:
- Martin Scorsese (director) President
- Abbas Kiarostami (director)
- Jan Schutte (director)
- Judith Godreche (actriu)
- Tilda Swinton (actress)

Els membres del Jurat de la selecció oficial de la competició del 2002
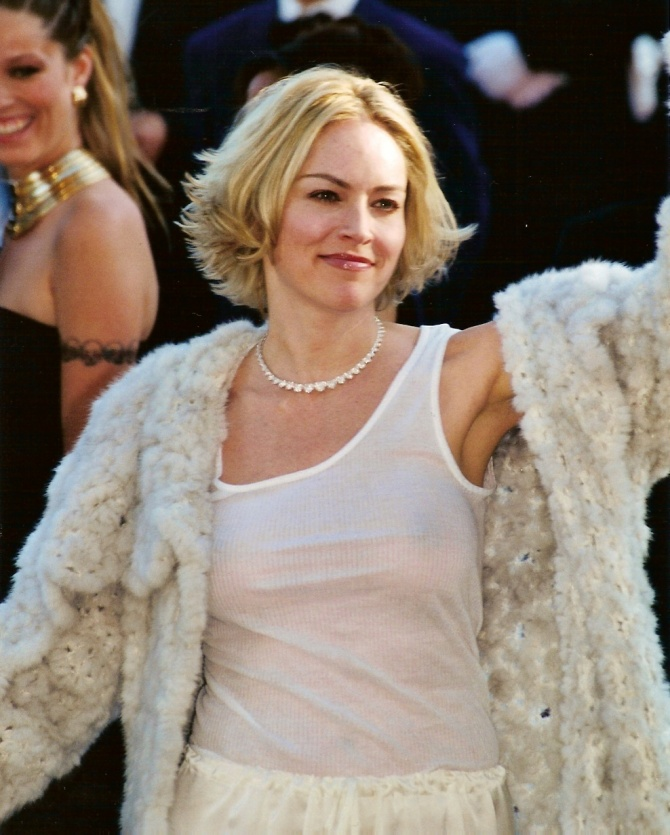
Sharon Stone
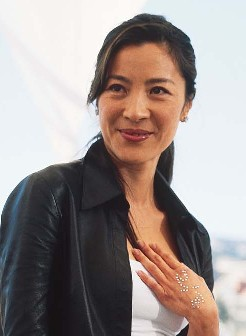
Michelle Yeoh
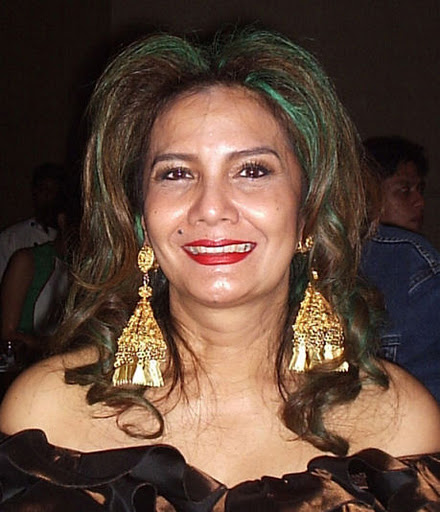
Christine Hakim
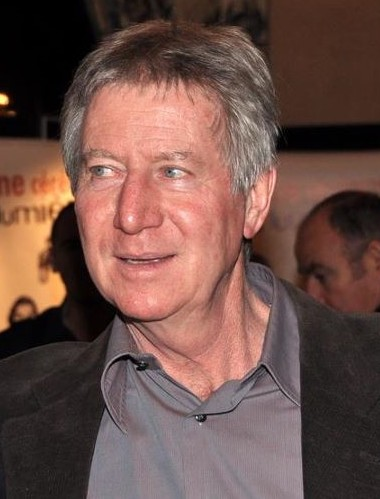
Régis Wargnier
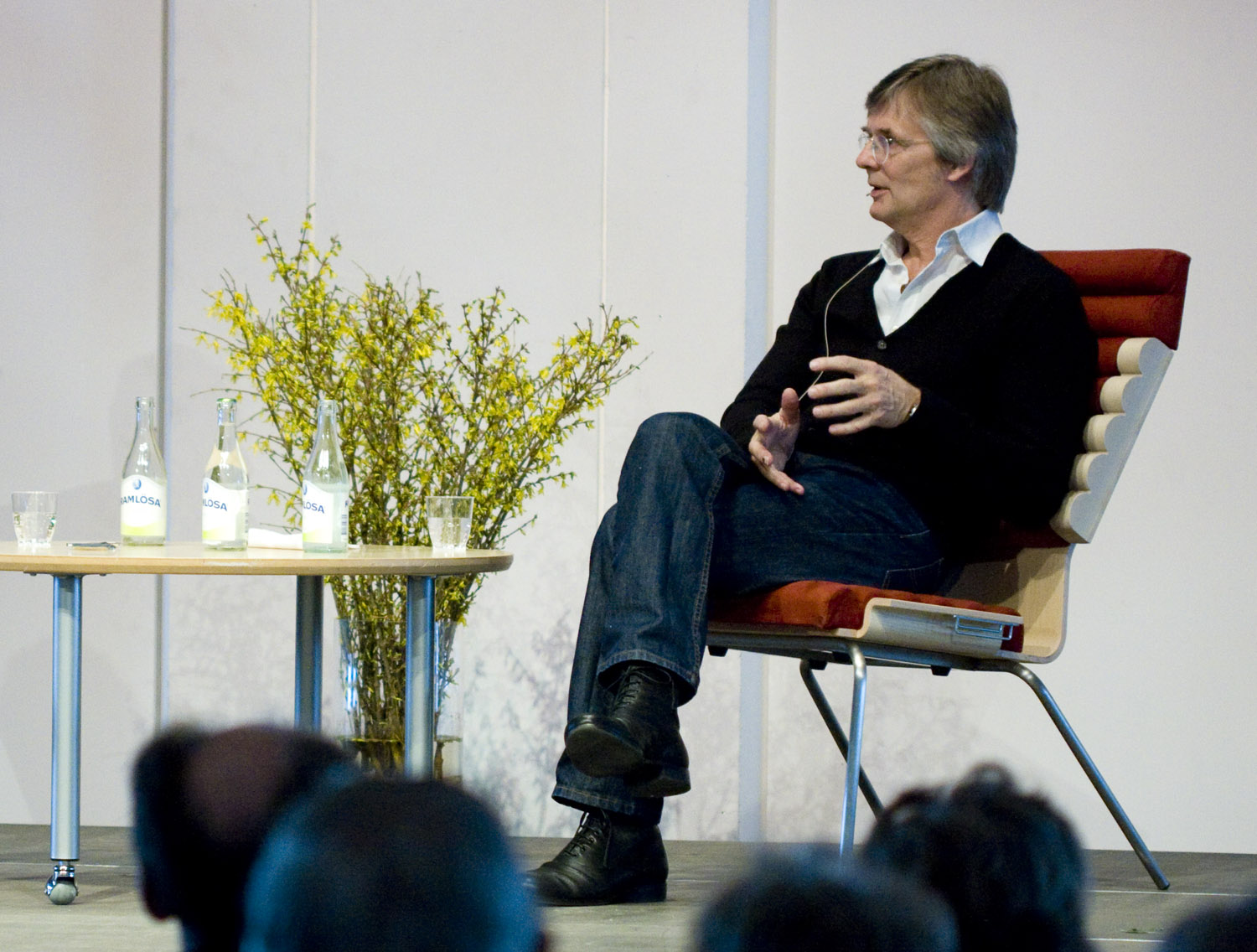
Bille August
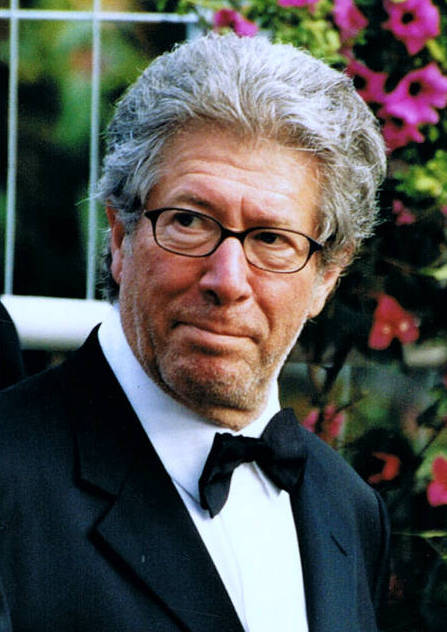
Claude Miller
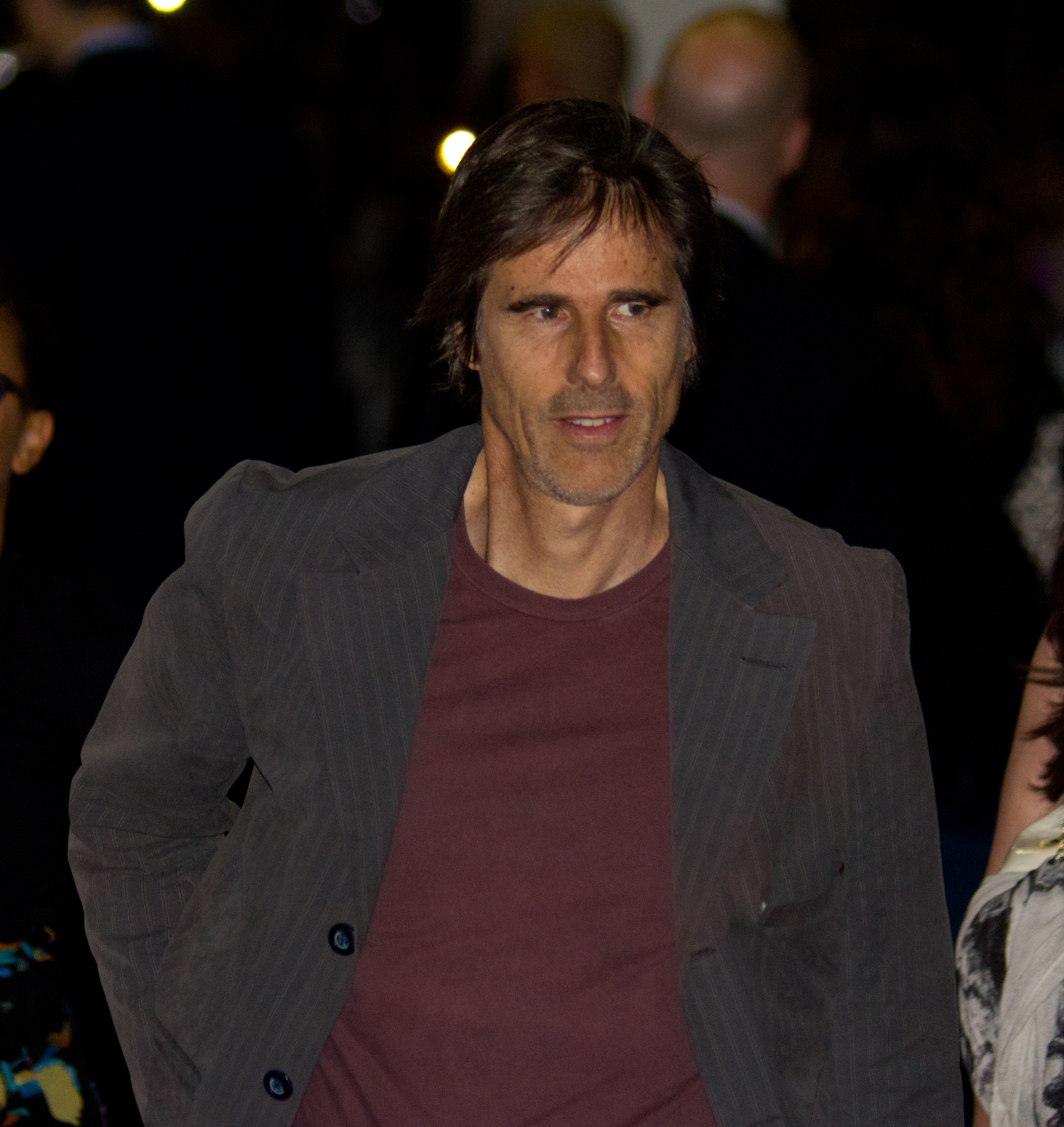
Walter Salles

### Càmera d'Or
Les següents persones foren nomenades per formar part del jurat de la Càmera d'Or de 2002:
- Géraldine Chaplin (actriu) President
- Bahman Ghobadi (director)
- Marthe Keller (actriu)
- Murali Nair (director)
- Romain Goupil (director)

## Selecció oficial

### En competició – pel·lícules
Les següents pel·lícules competiren per la Palma d'Or:
- 24 Hour Party People de Michael Winterbottom
- About Schmidt de Alexander Payne
- L'Adversaire de Nicole Garcia
- All or Nothing de Mike Leigh
- Bowling for Columbine de Michael Moore
- Chi-hwa-seon d'Im Kwon-taek
- Demonlover d'Olivier Assayas
- Yadon ilaheyya d'Elia Suleiman
- Irréversible de Gaspar Noé
- Kedma d'Amos Gitai
- Marie-Jo et ses deux amours de Robert Guédiguian
- Mies vailla menneisyyttä d'Aki Kaurismäki
- L'ora di religione de Marco Bellocchio
- The Pianist de Roman Polanski
- Punch-Drunk Love de Paul Thomas Anderson
- Russkiy kovcheg d'Alexander Sokurov
- Le Fils dels germans Dardenne
- Spider de David Cronenberg
- Sweet Sixteen de Ken Loach
- Ten d'Abbas Kiarostami
- O Princípio da Incerteza de Manoel de Oliveira
- Ren Xiao Yao de Jia Zhangke

### Un Certain Regard
Les següents pel·lícules foren seleccionades per competir a Un Certain Regard:
- Fararishtay kifti rost de Jamshed Usmonov
- Balzac et la Petite Tailleuse Chinoise de Dai Sijie
- Sud sanaeha d'Apichatpong Weerasethakul
- Sunduq al-dunyâ d'Usama Muhammad
- El Bonaerense de Pablo Trapero
- Carnages de Delphine Gleize
- Itiraf de Zeki Demirkubuz
- Ku Qi De Nü Ren de Liu Bingjian
- Shuang tong de Chen Kuo-fu
- Yazgi de Zeki Demirkubuz
- La chatte à deux têtes de Jacques Nolot
- Long Way Home de Peter Sollett
- Madame Satã de Karim Aïnouz
- Avazhayé Sarzaminé Madariyam de Bahman Ghobadi
- Une part du ciel de Bénédicte Liénard
- Rachida de Yamina Bachir
- 17 fois Cécile Cassard de Christophe Honoré
- Ten Minutes Older de Spike Lee, Aki Kaurismäki, Chen Kaige, Jim Jarmusch, Werner Herzog, Víctor Erice, Wim Wenders
- Terra incognita de Ghassan Salhab
- Bemani de Dariush Mehrjui
- Tomorrow La Scala! de Francesca Joseph
- Heremakono d'Abderrahmane Sissako

### Pel·lícules fora de competició
Les següents pel·lícules foren seleccionades per ser projectades fora de competició:
- 16 December de Mani Shankar
- And Now... Ladies and Gentlemen de Claude Lelouch
- Ararat d'Atom Egoyan
- Carlo Giuliani, ragazzo de Francesca Comencini
- Cidade de Deus de Fernando Meirelles
- Devdas de Sanjay Leela Bhansali
- Femme Fatale de Brian De Palma
- De l'autre côté de Chantal Akerman
- Histoires de festival de Gilles Jacob
- Hollywood Ending de Woody Allen
- The Kid Stays in the Picture de Brett Morgen, Nanette Burstein
- La dernière lettre de Frederick Wiseman
- Murder de Numbers de Barbet Schroeder
- Searching for Debra Winger de Rosanna Arquette
- Spirit: Stallion of the Cimarron de Kelly Asbury, Lorna Cook
- Star Wars: Attack of the Clones de George Lucas
- Être et avoir de Nicolas Philibert
- Kagami no onnatachi de Yoshishige Yoshida

### Cinéfondation
Les següents pel·lícules foren seleccionades per ser projectades a la competició Cinéfondation:
- 17 minute intarziere de Catalin Mitulescu (Romania)
- Chogyeoul Jumshim de Byung-Hwa Kang (Corea del Sud)
- Honey Moon de Sung-Jin Park (Corea del Sud)
- K-G I Nod Och Lust de Jens Jonsson (Suècia)
- Khoj de Tridib Poddar (Índia)
- La derniere journee d'Alfred Maassen de David Lammers (Països Baixos)
- La mort en exil de Ayten Mutlu Saray (Suissa)
- P.S. de Arni Asgeirsson (Polònia)
- Um Sol Alaranjado d'Eduardo Valente (Brasil)
- Questions d'un ouvrier mort d'Aya Somech (Israel)
- Request de Jinoh Park (Corea del Sud)
- Seule maman a les yeux bleus d'Eric Forestier (France)
- Shearing d'Eicke Bettinga (Gran Bretanya)
- Soshuu no neko de Masaaki Uchida (Japó)
- The Look Of Happiness de Marianela Maldonado (Gran Bretanya)
- Vals d'Edgar Bartenev (Rússia)

### Curtmetratges en competició
Els següents curtmetratges competien per Palma d'Or al millor curtmetratge:
- A Very Very Silent Film de Manish Jha
- Esö után de Péter Mészáros
- Daughter d'Eduardo Rodríguez
- Le chaperon noir de Yannis Yapanis
- Retenir son souffle d'Anthony Lucas
- Speel Met Me d'Esther Rots
- Tai Tai de Nicholas Chin
- Tango de l'oubli d'Alexis Mital Toledo
- The Stone of Folly de Jesse Rosensweet
- Vol 404 de Bruce Terris
- Yoake a Chewing-Gum Story de Roland Zumbühl

## Seccions paral·leles

### Setmana Internacional dels Crítics
Els següents llargmetratges van ser seleccionats per ser projectats per a la quaranta-unena Setmana de la Crítica (41e Semaine de la Critique):
Competició de pel·lícules
- Respiro de Emanuele Crialese (Itàlia)
- Filles perdues, cheveux gras de Claude Duty (França)
- Rana’s Wedding de Hany Abu-Assad (Palestina)
- Jukeodo joha de Park Jin-pyo (Corea del Sud)
- Les Fils de Marie de Carole Laure (Canadà - França)
- Kabala de Assane Kouyaté (Mali/França)
- Chicken Heart de Hiroshi Shimizu (Japó)

Competició de curtmetratges
- Le Jour où je suis né de Kunitoshi Manda (Japó)
- Lettre au fils de Philippe Welsh (França)
- Malcom de Baker Karim (Suècia)
- Möte med ondskan de Reza Parsa (Suècia)
- 2 Minutter de Jacob Tschernia (Dinamarca)
- Le Vigile de Frédéric Pelle (França)
- De Mesmer, con amor o Té para dos de Salvador Lubezki & Alejandro Lubezki (Mèxic)

Exhibicions especials
- Intacto de Juan Carlos Fresnadillo (Espanya) (pel·lícula d'apertura)
- More de Barbet Schroeder (Luxemburg) (La séance du Parrain)
- Bella Ciao de Roberto Torelli, Marco Giusti (Italy) (Documental)
- Intimisto de Licia Eminenti (França) (Prix de la Critique)
- Anxiety de Christoffer Boe (Dinamarca (Prix de la Critique)
- Da Zero a Dieci de Luciano Ligabue (Itàlia) (pel·lícula de clausura)

### Quinzena dels directors
Les següents pel·lícules foren exhibides en la Quinzena dels directors de 2002 (Quinzaine des Réalizateurs):
- Abouna de Mahamat-Saleh Haroun (Txad, França)
- Angela de Roberta Torre (Itàlia)
- Apartment 5C de Raphaël Nadjari (França. Israel. Estats Units)
- Blue Gate Crossing de Chih-yen Yee (Taiwan, França)
- Bord de mer de Julie Lopes-Curval (França)
- L'imbalsamatore de Matteo Garrone (Itàlia)
- Ingmar Bergman: Intermezzo (doc.) de Gunnar Bergdahl (Suècia)
- István Bibó, fragments de Péter Forgács (Hongria)
- Japón de Carlos Reygadas (Mèxic, Espanya, Alemanya)
- Matir Moina de Tareque Masud (França, Bangladesh)
- Laurel Canyon de Lisa Cholodenko (Estats Units)
- Morvern Callar de Lynne Ramsay (Gran Bretanya)
- Monrak Transistor de Pen-ek Ratanaruang (Taiàndia)
- Nada+ de Juan Carlos Cremata Malberti (Cuba, França, Espanya, Itàlia)
- Occident de Cristian Mungiu (Romania)
- Once Upon a Time in the Midlands de Shane Meadows (U.K., Alemanya)
- Only the Strong Survive (doc.) de D.A. Pennebaker, Chris Hegedus (USA)
- Un oso rojo d'Israel Adrián Caetano (Argentina, França, Espanya)
- Otello di Carmelo Bene de Carmelo Bene (Itàlia)
- Le pays du chien qui chante de Yann Dedet (França)
- Sex Is Comedy de Catherine Breillat (França)
- Deux de Werner Schroeter (França, Alemanya)
- Une pure coïncidence de Romain Goupil (França)
- Welcome to Collinwood de Joseph i Anthony Russo (USA)

Curtmetratges
- A-20 de Geoff Hughes, Brad Warren (Estats Units)
- Après l'enfance de Thomas Lilti (França)
- Bang Nhau… Egaux de Stéfan Sao Nélet (França)
- Bob the slob de Nate Theis (Estats Units)
- Bus 44 de Dayyan Eng (Hong Kong - Estats Units)
- L'Arrivée de Peter Tscherkassky (Àustria)
- Comme ça j’entends la mer de Hélène Milano (França)
- Comme un seul homme de Jean-Louis Gonnet (França)
- Deux cents dirham] de Laila Marrakchi (França - Marroc)
- Entering indifference de Vincent Dieutre (França)
- Fish in the Sea is Not Thirsty de Soopum Sohn (Corea del Sud - Estats Units)
- Insomniac de Matt Woo], Vanja Varasac (Estats Units)
- La Vie sur un fil de Steven Lippman (Estats Units)
- Mémoires incertaines de Michale Boganim (França - Gran Bretanya)
- Mexicano de Toby McDonald (Gran Bretanya)
- Muno de Bouli Lanners (Bèlgica)
- Next Door de Jeff Rich (Estats Units)
- Présent inachevé de Johan Van der Keuken (Netherlands)
- Phantom de Matthias Müller (Alemanya)
- Portraits filmés 2002 de Valérie Mréjen (França)
- Samson de Graham Dubose (Estats Units)
- The Girl in the Red Dress d'Aletta Collins (Gran Bretanya)

## Premis

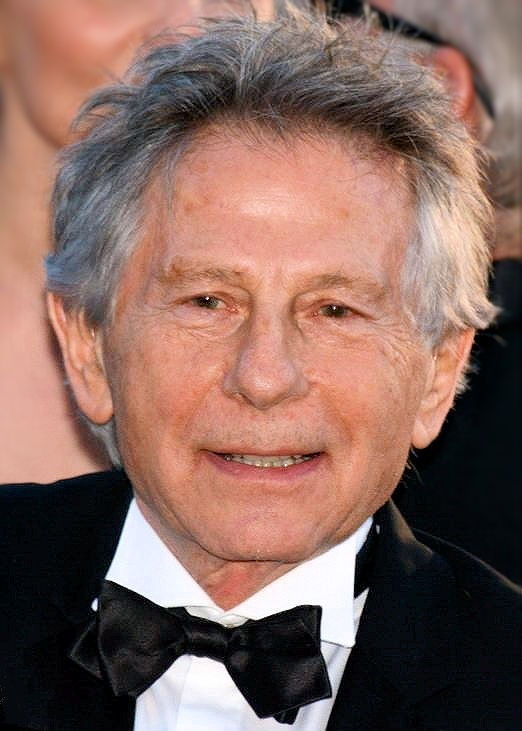
Roman Polanski, Palma d'Or

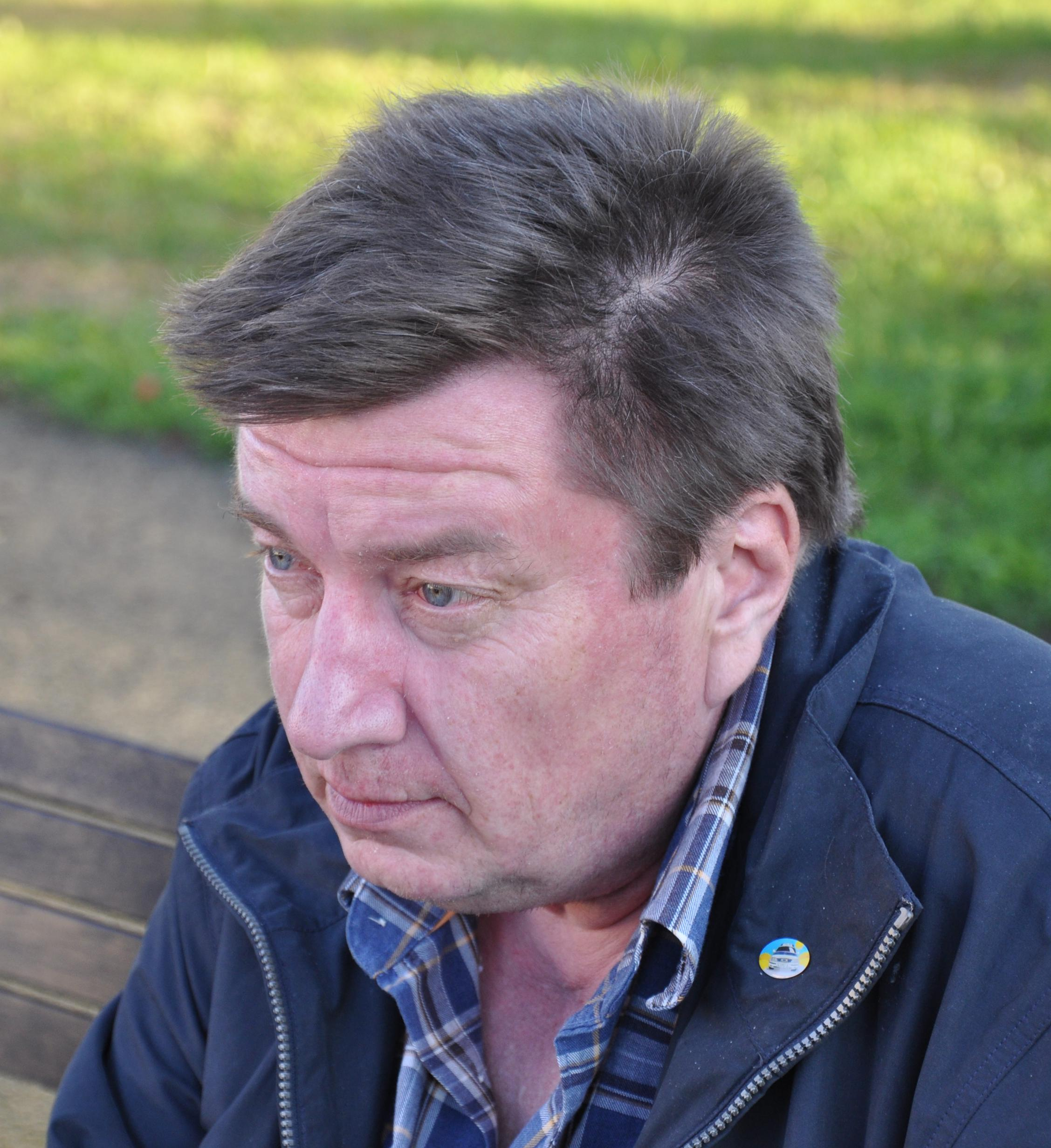
Aki Kaurismäki, Grand Prix

### Premis oficials
Els guardonats en les seccions oficials de 2002 foren:
- Palme d'Or: The Pianist de Roman Polanski
- Grand Prix: Mies vailla menneisyyttä d'Aki Kaurismäki
- Millor director:
  - Im Kwon-taek per Chi-hwa-seon
  - Paul Thomas Anderson per Punch-Drunk Love
- Millor guió: Sweet Sixteen de Paul Laverty
- Millor actriu: Kati Outinen per Mies vailla menneisyyttä
- Millor actor: Olivier Gourmet per Le Fils
- Premi del Jurat: Yadon ilaheyya d'Elia Suleiman
- Palma d'Or Honorària: Woody Allen[17]
- Premi del 55è Aniversari: Bowling per Columbine de Michael Moore

Un Certain Regard
- Premi Un Certain Regard: Sud sanaeha d'Apichatpong Weerasethakul

Cinéfondation
- Primer premi: Um Sol Alaranjado d'Eduardo Valente
- Segon Premi: Seule maman a les yeux bleus d'Eric Forestier
- Tercer Premi: Questions d'un ouvrier mort d'Aya Somech

Càmera d'Or
- Caméra d'Or: Bord de mer de Julie Lopes-Curval
- Caméra d'Or - Menció especial: Japón de Carlos Reygadas

Curtmetratges
- Palma d'Or al millor curtmetratge: Esö után de Péter Mészáros
- Premi del Jurat al Curtmetratge: A Very Very Silent Film de Manish Jha i The Stone of Folly de Jesse Rosensweet

### Premis independents
Premis FIPRESCI
- Matir Moina de Tareque Masud (Quinzena dels Directors)
- Yadon ilaheyya d'Elia Suleiman (En competició)
- Heremakono d'Abderrahmane Sissako (Un Certain Regard)

Jurat Ecumènic
- Premi del Jurat Ecumènic: Mies vailla menneisyyttä d'Aki Kaurismäki
- Jurat Ecumènic - Menció especial: 
  - L'ora di religione (Il sorriso di mia madre) de Marco Bellocchio
  - Le Fils de Luc i Jean-Pierre Dardenner[17]

Premi de la Joventut
- Pel·lícula estrangers: Morvern Callar de Lynne Ramsay
- Pel·lícula francesa: Carnages de Delphine Gleize

Premis en el marc de la Setmana Internacional de la Crítica
- Gran Premi de la Setmana Internacional de la Crítica: Respiro d'Emanuele Crialese
- Grand Rail d'Or: Filles perdues, cheveux gras de Claude Duty
- Petit Rail d'Or: De Mesmer, con amor o Té para dos de Salvador Aguirre, Alejandro Lubezki
- Premi Canal+: De Mesmer, con amor o Té para dos de Salvador Aguirre, Alejandro Lubezki[17]
- Premi dels Joves Crítics – Millor curt: Möte med ondskan de Reza Parsa
- Premi dels Joves Crítics – Millor pel·lícula: Respiro d'Emanuele Crialese[17]
- Premi Kodak al curtmetratge: De Mesmer, con amor o Té para dos de Salvador Aguirre, Alejandro Lubezki[17]

'Premis en el marc de la Quinzena dels Directors
- Premi C.I.C.A.E.: Morvern Callar de Lynne Ramsay
- Premi Gras Savoye: Mémoires incertaines de Michale Boganim

Association Prix François Chalais
- Premi François Chalais: Gomgashtei dar Aragh de Bahman Ghobadi[17]

## Mèdia
- INA: Woody Allen obre el festival de 2002 ((francès))
- INA: Cerimònia de clausura i entrega de premis del festival de 2002 ((francès))